# 赤木俊夫
赤木 俊夫（あかぎ としお、1963年〈昭和38年〉3月28日 - 2018年〈平成30年〉3月7日）は、日本の国家公務員（財務省近畿財務局職員）。森友学園への国有地売却をめぐり、決裁文書改竄の経緯を記した全518ページの文書（通称「赤木ファイル」）を省内に残したことで知られる。改竄を強要され、うつ病を発症し、2018年3月7日に自殺した。赤木ファイルはそれから3年後の2021年に開示された。

## 概要
岡山県出身。1981年、地元の高校を卒業。大学進学を希望していたが、経済的な理由により断念し、同年に日本国有鉄道に就職。1987年の国鉄民営化に伴い旧大蔵省の中国財務局に採用され、鳥取財務事務所に配属。1989年、立命館大学法学部（夜間コース）に入学するため近畿財務局の京都財務事務所への異動を希望し、聞き入れられた。1993年に同大学を卒業した。和歌山財務事務所に勤務していた頃、実家から近い倉敷市の書道教室に和歌山から通う。1994年12月、書道教室の生徒の紹介で岡山県出身の女性（雅子）と知り合い、1995年6月に結婚。
多趣味で、書道のほか、篆刻を40代後半から始めた。安藤忠雄が好きで、雅子を連れて北海道から九州まで安藤が設計した建築物をくまなく見て回った。落語ファンで、なかでも桂佐ん吉の独演会には案内状が届くほど通った。音楽では坂本龍一にのめりこみ、雅子によれば、好きすぎて一時期、髪型や眼鏡まで真似ていたという。結婚前、1993年5月発行の「近畿財務時報」に「坂本龍一探求序説」と題した評論を寄稿した。

### 森友学園をめぐる公文書の改竄
2017年2月17日、豊中市の国有地の森友学園への売却問題をめぐり、福島伸享が、新設予定の安倍晋三記念小学校の名誉校長が安倍昭恵であることを衆議院予算委員会で指摘。これに対し安倍晋三首相は「私や妻が(認可あるいは国有地取り下げに)関係していたということになれば、まさに私は、それはもう間違いなく総理大臣も国会議員もやめるということははっきりと申し上げておきたい」と答弁した。
同年2月26日15時48分、財務省理財局は、国有地売却の決裁文書から安倍昭恵、鴻池祥肇の秘書、平沼赳夫の秘書、北川イッセイの副大臣秘書官らに関する記述を「できる限り早急に」削除するよう、近畿財務局に対しメールで指示した。宛先は管財部次長の小西眞、統括国有財産管理官の池田靖、赤木ら計6人。その日は日曜日で、赤木は雅子と雅子の母親と神戸市の岡本梅林公園を散策していた。メールが届いた直後に赤木は池田から携帯電話で呼び出され、16時30分頃に登庁。修正作業を命じられる。赤木の当時の役職は管財部上席国有財産管理官だった。近畿財務局は同日から文書の改ざんを開始した。
同年6月23日、人事異動の内示が発表。同じ職場の職員は赤木以外の全員が他の部署へ異動し、赤木は一人だけ残された。7月15日、自宅に近い神戸市内の精神科クリニックを受診。岩井圭司からうつ病と診断された。7月20日から病気休暇に入った。岩井は約8か月間にわたり主治医として赤木を診た。
2018年3月2日、朝日新聞が一面トップで、国有地取引をめぐる決裁文書が書き換えられている疑いを初めて報じた。雅子は夫が何に苦しんでいたかを初めて知り、同年3月7日、赤木は神戸市内の自宅で自殺した。54歳没。翌8日、近畿財務局管財部長の楠敏志が赤木の家を弔問。雅子は楠との会話を録音。楠は遺書が存在すると知ると「見せてほしい」と雅子に頼んだが、雅子は断った。3月13日付の読売新聞夕刊は、赤木の遺書に「本省の指示で文書を書き換えさせられた」との記述があると報じた。

### 死後
一周忌の直後の2019年3月9日、池田靖が雅子の自宅を訪問。雅子は2時間にわたる池田との会話を録音した。このとき池田は、赤木が決裁文書改竄の経緯を克明に記したファイルを財務省のパソコンに保存していたことと、ファイルは検察に提出済みであることを明かした。
2020年3月18日発売の『週刊文春』3月26日号が、総計15ページにわたる森友学園問題の特集記事を組み、赤木が死の直前に書いた手記全文を掲載した。記事の執筆者は相澤冬樹。手記には「元は、すべて、佐川理財局長の指示です」「佐川理財局長の指示を受けた、財務本省理財局幹部、杉田補佐が過剰に修正箇所を決め、杉田氏の修正した文書を近畿局で差し替えしました」と記されていた。
同日、雅子は、国に約1億700万円、佐川宣寿に約550万円の損害賠償を求め、大阪地裁に訴えを提起した。訴訟代理人は生越照幸と松丸正。生越ら弁護団は同日、手記全文を公表した。
同年3月26日発売の『週刊文春』4月2日号が森友学園問題の続報を掲載。相澤は、池田が雅子の自宅を訪れた際に、赤木が改竄の経緯を克明に記したファイルが財務省に存在すると述べたことを書き記した。

### 赤木ファイルをめぐる攻防
『週刊文春』2020年4月2日号が発売された3月26日、小西洋之は参議院予算委員会で同号の記事を取り上げ、「ファイルを持っているか」「ファイルの存在を認識したことがあるか」と法務省と財務省に質問。法務省刑事局長の川原隆司は「個別事件における検察当局の活動内容に関わる事柄なので、お答えを差し控えさせていただく」と繰り返し、財務省理財局長の可部哲生も「訴状が接到しておらず、原告代理人の言うファイルやメモが何を指すのかは不明であるため、コメントすることは差し控えさせていただく」との答弁に終始した。「赤木ファイル」という呼び方は、訴訟代理人の生越照幸が弁護団会議で使っているうちに周囲へも自然と定着していった。
同年4月13日、雅子は近畿財務局に対し「赤木ファイル」の情報開示請求を行うが、5月13日に開示されたのは、年金の金額や支払日などが書かれた10ページの文書しかなかった。国は「改ざんの経緯や内容などの事実については、おおむね争いがないため、赤木ファイルが存在するのかどうかも回答する必要がない」と主張し、原告の要求を拒んだ。
2021年2月8日、雅子は大阪地方裁判所に対し、国にファイルの提出を命じる「文書提出命令」を出すよう申し立てた。2月16日、衆議院財務金融委員会で立憲民主党の階猛が赤木ファイル問題で政府を追及すると、理財局長の大鹿行宏は「ご指摘のファイルについて、ご提出することは裁判に影響を及ぼし得るものと考えておりまして、そのために控えさせていただいている」と回答した。国は赤木ファイルについて、裁判では「結果に影響しない」という趣旨の主張をしながら、国会では「裁判の結果に不当な影響を及ぼし得る」と説明していることとなり、階は大鹿の回答について「矛盾している」と述べた。
同年3月に行われた非公開の協議で、裁判長が「赤木ファイルがあるなら任意の提出を検討してほしい」と発言。国は「赤木ファイルについての何らかの回答を5月6日の日中に書面で提出する」と約束した。5月6日17時、原告の代理人事務所に国側からの書面がファックスが届く。国は赤木ファイルが存在することを初めて認めた。6月22日、財務省は、大阪地裁の命令により全518ページの文書を開示した。「赤木ファイル」は大きく分けて、ドッチファイルに綴じられたものとパソコンのデスクトップに保存されたものの二つあり、開示されたのは前者だった。A4判のブルーの背表紙には「（取り扱い注意）『M事案』本省指示（調書等）備忘」というタイトルが付けられていた。
同年8月、雅子は財務省と近畿財務局に対し、「報告書を作成した際の調査に関する一切の文書」と「大阪地検特捜部に任意提出された資料」の開示を請求。同省は10月11日付で「特定事件の捜査機関の活動を明らかにすることになる」などとして不開示決定した。同年10月29日、雅子は不開示決定の取り消しを求める訴訟を大阪地裁に起こした。
同年12月15日、国は、自殺と森友学園問題に関する決裁文書改竄作業との因果関係を認め「請求認諾」を行ない、訴訟を終結させた。
2022年2月9日、大阪地裁で口頭弁論が開かれ、雅子は、佐川側が賠償請求を認めて「認諾」をすることを避け、尋問などで改ざんの経緯を明らかにするため、賠償請求額を550万円から1650万円に増やした。
同年1月24日発売の『ビッグコミックスピリッツ』から、赤木俊夫・雅子夫妻をモデルにした漫画『がんばりょんかぁ、マサコちゃん』（宮崎克原作、魚戸おさむ作画）の連載が始まる。第6話を最後にしばらく休載していたが、2023年1月16日発売号から再開した。
2023年9月14日、改ざんに関連する行政文書を不開示とした国の決定の取り消しを求めた訴訟の判決が大阪地裁であり、徳地淳裁判長は雅子側の請求を棄却した。
2024年3月29日、総務省の情報公開・個人情報保護審査会は、財務省が捜査機関に任意提出した文書を不開示とした決定について、「取り消すべきだ」と財務省に答申した。
同年5月28日、財務省は「捜査への支障」を理由に再び存否を明かさず、文書不開示を決定した。雅子側は、控訴審で、過去の答申約1万5千件のうち行政機関が従わなかったのは24件だけだったと指摘し、財務省の対応は「審査会制度をないがしろにしている」と批判した。これに対し国側は「答申が誤っている」と反論した。
2025年1月30日、行政文書を不開示とした国の決定の取り消しを求める訴訟で、大阪高等裁判所（牧賢二裁判長）は、請求を退けた一審の大阪地裁判決を覆し、不開示決定を取り消した。同年2月6日、石破茂首相は加藤勝信財務大臣、鈴木馨祐法務大臣らと首相官邸で会談し、大阪高裁判決を受け入れ、上告を断念するよう指示した。